# Gary Hall, Sr.
Gary Hall, Sr. (n. 7 august 1951, Fayetteville, Carolina de Nord, SUA) este un înotător american, medaliat olimpic. A participat la 3 ediții ale Jocurilor Olimpice (1968, 1972, 1976) în care a câștigat două medalii de argint și o medalie de bronz.